# Ivan Andreïevitch Tolstoï
Pour les articles homonymes, voir Tolstoï (homonymie).
Ivan Andreïevitch Tolstoï (en russe : Иван Андреевич Толстой, 1644-1713) était un officier russe qui a servi dans l'armée du Tsar Pierre le Grand.
Membre de la famille Tolstoï, il était fils d'Andreï Vassilievitch Tolstoï et de Solomonida Mikhaïlovna Miloslavskaïa (elle-même cousine de Maria Ilyinichna Miloslavskaïa, première épouse du Tsar Alexis Ier de Russie).
Il était le frère aîné de Piotr Andreïevitch Tolstoï (1645-1729) et le cadet de Mikhail Andreïevitch Tolstoï (1643-1694).

## Biographie
Avocat à la cour (16 mars 1672), intendant (de 1677 à 1692), voïévode de Smolensk en 1682, il fut le « secrétaire » du boyard Ivan Mikhailovitch Miloslavski (chef du bureau du Trésor) jusqu'à la mort de celui-ci en 1685, puis participa à la campagne de Crimée en 1687 et devint voïévode de Zvenigorod.
À partir de 1689, avec l'arrivée au pouvoir de Pierre le Grand, qui détestait sa demi-sœur Sophie Alexeïevna et tout le clan des Miloslavski (qui avait fourni à son père, Alexis Ier, sa première épouse, Maria Miloslavskaïa), la vie aurait pu devenir difficile pour les frères Tolstoï. Mais Pierre respectait leurs capacités et leur permit de poursuivre leur carrière : « Ah tête, tête, n'aurais-tu pas été si intelligente, je l'aurai coupée il y a bien longtemps », aurait-il dit un jour à Piotr Tolstoï.
En 1702, Ivan Andreïevitch devint le premier gouverneur de la forteresse de Troitsk (Taganrog) puis, en 1703, le premier gouverneur d'Azov — une forteresse et base navale située sur la Mer Noire, qui devait se révéler si importante lors des confrontations entre la Russie et la Turquie, d'une part, les bandes de Cosaques du Don lors du soulèvement de Kondraty Boulavine, d'autre part.
En 1704, il définit (avec son collègue turc Khasan Pacha) la frontière russo-turque dans la région, en la fixant à 1 660 sagènes au sud de l'Ei, puis lutta contre les Kalmouks (1705) et les Tatars du Kouban (1706).
En 1708, les troupes de Boulavine accompagnées de Turcs et de Cosaques assaillirent Azov. Tolstoï fut victorieux et conserva non seulement la forteresse mais également, si l'on suit les travaux de l'historien Nikolaï Tolstoï, il captura lui-même et fit pendre Boulavine. Plus probablement, Boulavine fut tué le 7 juillet 1708 par un de ses propres Cosaques renégat. Sa tête fut ensuite tranchée et son corps pendu par les pieds.
Il prit également part à la bataille de Poltava, en 1709, où Pierre écrasa définitivement les Suédois de Charles XII.
En 1710, Ivan Andreïevitch fut remplacé comme gouverneur d'Azov par son beau-frère, l'amiral Fiodor Matveïevitch Apraxine.
En 1712, après la désastreuse campagne du Prout, la forteresse d'Azov fut rendue à la Turquie. Dans les conditions de paix qu'il dicta (Traité du Prout), le Sultan Ahmet III exigea que l'ancien gouverneur Ivan Andreïevitch Tolstoï vienne personnellement à Azov rendre la forteresse au représentant turc, Ahmed Pacha. Malgré le risque qu'il partage le sort de son frère Piotr Andreïevitch, qui, malgré son statut d'ambassadeur, était au même moment interné dans la prison de Yedikule (les Sept Tours) à Constantinople, Ivan Andreïevitch entreprit le voyage jusqu'à Azov et accomplit sa mission.
Il tomba malade sur le chemin du retour et mourut à Tcherkassk, la capitale des Cosaques du Don, le 25 août (5 septembre) 1713.
Ivan Andreïevitch occupait le rang de conseiller privé (l'équivalent de lieutenant-général dans la future table du tchin).
Il avait épousé Maria Matveïevna Apraxina, sœur de Piotr Matviéïevitch Apraxine (1656-1728), président du collège de la Justice (ministre de la Justice) de 1722 à sa mort, de l'amiral Fiodor Matveïevitch Apraxine (1661-1728), commandant en chef de la marine russe, d'Andreï Matveïevitch Apraxine (1663-1731) et de Marfa Matveïevna Apraxina (1664-1716), seconde épouse du Tsar Fédor III.
De ce mariage, il eut quatre fils : 
- Boris Ivanovitch ;
- Fiodor Ivanovitch ;
- Andreï Ivanovitch ;
- Vassili Ivanovitch.

Il compte parmi ses descendants (à la 5e génération, par son fils Boris) le poète Fiodor Ivanovitch Tiouttchev.

## Sources
- (en) Cet article est partiellement ou en totalité issu de l’article de Wikipédia en anglais intitulé « Ivan Andreyevich Tolstoy » (voir la liste des auteurs).
- (ru) Русская старина, том 25, Saint-Pétersbourg (1879).
- (en) Nikolai Tolstoy, The Tolstoys : twenty-four generations of Russian history, 1353-1983, London, H. Hamilton, 1983, 368 p. (ISBN 978-0-241-10979-3, OCLC 906437628).

1. ↑  Brian J. Boeck, Imperial Boundaries: Cossack Communities and Empire-Building in the Age of Peter the Great, Cambridge University Press (2009).